# Šumanovac
Šumanovac (cyr. Шумановац) – wieś w Czarnogórze, w gminie Žabljak. W 2011 roku liczyła 76 mieszkańców.